# Pseudomops neglectus
Pseudomops neglectus es una especie de cucaracha del género Pseudomops, familia Ectobiidae. Fue descrita científicamente por Shelford en 1906.
Habita en Brasil, Argentina y Uruguay.